# Korvac
Korvac est un super-vilain évoluant dans l'univers Marvel de la maison d’édition Marvel Comics. Créé par le scénariste Steve Gerber et le dessinateur Jim Starlin, le personnage de fiction apparaît pour la première fois dans le comic book Giant-Size Defenders #3 en janvier 1975.
Le personnage ne devait à l'origine n'apparaître que pour une seule histoire.

## Biographie du personnage

### Origines
À l'origine, Michael Korvac est un technicien informatique issue de la Terre-691 de 2977, une autre réalité (celle des Gardiens de la Galaxie 1969) où la galaxie était assiégée par les Badoons (en), une race reptilienne. Lorsque la Terre est colonisée, Korvac se range du côté des aliens, devenant un traître de la race humaine. Un jour, il est surpris en train de dormir sur son poste de travail, et les Badoons le châtièrent en greffant son corps sur une machine.
Il est un jour transporté par le Grand Maître, un des doyens de l'Univers, qui l'utilise comme un pion pour affronter le Docteur Strange et les Défenseurs de la terre-616. Lors du combat, Korvac se laisse vaincre par Dr Strange, et en profite pour analyser le Pouvoir Cosmique du grand maître dont il réussit à voler une infime partie. Avec cette nouvelle puissance, il se libère du joug des Badoons et entreprend de conquérir le cosmos. Il recrute des aliens, les Serviteurs de la Menace, et tente de transformer le soleil en supernova. Il est défait par les Gardiens de la Galaxie et Thor qui avait été téléporté de la Terre-616 du 20éme siècle par Korvac lui-même.

### La saga de Korvac
Korvac parvient à fuir et se retrouve dans la réalité de la Terre-616, où il découvre la base TAA-II appartenant à Galactus. Il analyse les installations et se retrouve doté d'une portion de Pouvoir Cosmique, devenant ainsi un demi-dieu. Grâce à cet immense pouvoir, il reprend forme humaine et voyage sur Terre incognito. Il planifie de transformer cette terre en une utopie à son image, mais les Gardiens de la Galaxie voyageant du futur sont à sa poursuite, avec l'aide des Vengeurs.
Plus tard, il affronte Starhawk, qu'il tue. Il le recrée, mais supprime son don de localisation, devenant alors indétectable.
Au même moment, un autre Doyen, le Collectionneur, découvre l'existence de Korvac et envisage cette menace. Il recrée sa propre fille, Carina, la transformant en arme contre Korvac. Pourtant, Korvac et elle, au lieu de se battre, tombent amoureux l'un de l'autre. Dans la lutte qui s'ensuit avec les Vengeurs, il désintègre la forme physique du Doyen.
Iron Man réussit à retrouver sa trace près de New York. Ce dernier vivait discrètement et avait même épousé Carina. Les Vengeurs et les Gardiens se lancent dans une bataille acharnée contre le couple. Lors de l'affrontement, Korvac a utilisé ses pouvoirs pour tuer la plupart des héros, mais il semble qu'il ait été ému par la peur soudaine de Carina à son égard et se soit apparemment suicidé après avoir réparé tous les dégâts qu'il avait causés. Carina le suit dans la mort (mais étant éternels, ils ne meurent pas, devenant à la place de l'énergie pure). Korvac est ressuscité par le grand maître pour combattre le Surfer d'argent

### La quête de Korvac
En réalité, Korvac n'est pas mort, simplement dissout, ce qui le préserve de la vengeance de Galactus pour avoir volé ses outils. Séparé de la réalité, Le pouvoir de Korvac a été transmis aux membres de sa lignée de trois chronologies différentes, s'incarnant dans le corps de ses ancêtres, pourchassé par Starhawk et les Gardiens de la Galaxie. 
Le pouvoir échoue finalement dans le corps de Jordan Korvac, qui est tué au combat. Sa veuve, Myra, enseigna à son fils le jeune Michael (alors enfant aux pouvoirs retirés par Galactus) que les Gardiens de la Galaxie sont responsables du meurtre de son père.

### Les retours
Il est ensuite éparpillé dans six dimensions différentes, lors d'un combat entre Captain America et Crâne rouge.
Dans la série Avengers Academy, sa femme Carina est ressuscitée par erreur par Veil, qui voulait ramener à la vie la Guêpe. Korvac en est aussitôt alerté et il veut la récupérer mais la femme refuse. Les Vengeurs affaiblissent le demi-dieu qui est finalement vaincu et oblitéré par Hazmat et les Académiciens.
Cherchant à rétablir l'ordre multiversel, Korvac révisa son plan et rembobina sa vie pour retrouver sa forme cybernétique, lui permettant ainsi de recommencer sans reproduire ses erreurs précédentes. Il s'installa ensuite dans la maison où il s'était suicidé et commença à démanteler le temps, avec l'intention de recréer le Multivers sous sa gouverne.
Lorsque les Gardiens arrivèrent, Yondu profita de sa distraction et lui décocha une flèche dans la tête, mais les perturbations temporelles ne cessèrent pas avec ce coup fatal. Korvac, mourant, reprit conscience et révéla que ces nouveaux tremblements temporels étaient le résultat d'une incursion survenue dans cette réalité, la dernière. Le temps pressant, Korvac tente de sauver l'univers avant qu'il ne soit trop tard, mais il échoua et tout s'éteignit.

## Pouvoirs et capacités
En complément de ses pouvoirs, Michael Korvac est un brillant technicien spécialisé en informatique et un formidable combattant au corps à corps. Doté d'une puissance phénoménale, il a ainsi pu tenir tête à l'équipe des Vengeurs réunie.
- Possédant une portion du Pouvoir cosmique, le cyborg Korvac, analyste autrefois humain, est devenu un demi-dieu capable de synthétiser et devenir toute forme d'énergie
- Il peut aussi se téléporter et affecter le temps et l'espace, à un degré moindre.

## Apparitions dans d'autres médias
Sauf indication contraire, les informations mentionnées dans cette section peuvent être confirmées par la base de données cinématographiques IMDb,  présente dans la section « Liens externes ».

### Télévision
- 2012 : Avengers : L'Équipe des super-héros (série d'animation)
- 2013 : Ultimate Spider-Man (série d'animation)

### Jeux vidéo
- 2016 : Lego Marvel's Avengers
- 2017 : Lego Marvel Super Heroes 2